# The Super Spy
The Super Spy est un jeu vidéo du type Beat them all et FPS développé et édité par SNK en 1990 sur Neo-Geo MVS, en 1991 sur Neo-Geo AES et en 1994 sur Neo-Geo CD (NGM 011),,,.